# Arthaldeus xanthus
Arthaldeus xanthus är en insektsart som beskrevs av Franz Xaver Fieber 1869. Arthaldeus xanthus ingår i släktet Arthaldeus och familjen dvärgstritar. Inga underarter finns listade i Catalogue of Life.